# Tyler Stewart
Tyler Stewart (* 19. April 1978) ist eine ehemalige US-amerikanische Triathletin und Ironman-Siegerin (2009).

## Werdegang
Tyler Stewart startete 2003 bei ihrem ersten Triathlon und ist seit 2006 als Profi-Athletin aktiv.

2005 und erneut 2006 wurde sie auf Hawaii Triathlon-Weltmeisterin in der Altersklasse 25 bis 29 Jahre.
Im Juni 2009 gewann sie den Ironman Coeur d’Alene mit neuem Streckenrekord. Sie wurde trainiert von Matt Dixon.
Tyler Stewart lebt mit ihrem Mann Johnny in Novato (Kalifornien) und ist heute in der Immobilienbranche tätig.

## Sportliche Erfolge
| Datum/Jahr    | Rang | Wettbewerb                | Austragungsort       | Zeit     | Bemerkung |
| ------------- | ---- | ------------------------- | -------------------- | -------- | --- |
| 14. Aug. 2011 | 1    | Ironman 70.3 Lake Stevens | Washington           | 04:27:31 | |
| 12. Juni 2011 | 2    | Eagleman Ironman 70.3     | Cambridge (Maryland) | 04:21:28 | |
| 15. Aug. 2010 | 2    | Ironman 70.3 Lake Stevens | Washington           | 04:27:36 | nach einem mäßigen Schwimmen (14. Rang) schnellste Zeit auf dem Rad (2:28:45 Stunden) sowie beim Laufen (1:24:35 Stunden) |
| 18. Juli 2010 | 2    | Vineman Ironman 70.3      | Sonoma County        | 04:25:12 | [ 2 ] |
| 19. Juli 2009 | 2    | Vineman Ironman 70.3      | Sonoma County        | 04:21:34 | Zweite hinter der australischen Siegerin Pip Taylor                                                                       |
| 1. Juni 2008  | 2    | Ironman 70.3 Hawaii       | Hawaii               | 04:34:21 | zweiter Rang hinter der Kanadierin Samantha McGlone an der Kohala Coast                                                   |
| 2007          | 1    | Ironman 70.3 Cancún       | Cancún               | 04:26:37 | [ 3 ] |
| 2004          |      | St. Croix Triathlon       | Saint Croix          | 05:21:19 | 1. Rang in der Altersklasse 25–29                                                                                         |

| Datum/Jahr    | Rang | Wettbewerb            | Austragungsort | Zeit     | Bemerkung |
| ------------- | ---- | --------------------- | -------------- | -------- | --- |
| 8. Okt. 2011  | 20   | Ironman Hawaii        | Hawaii         |          | |
| 24. Juli 2011 | 3    | Ironman USA           | Lake Placid    | 09:38:09 | |
| 21. Mai 2011  | 4    | Ironman Texas         | The Woodlands  | 09:13:13 | |
| 28. Nov. 2010 | 2    | Ironman Mexico        | Cozumel        | 09:23:28 | |
| 9. Okt. 2010  | 18   | Ironman Hawaii        | Hawaii         |          | |
| 10. Okt. 2009 | 10   | Ironman Hawaii        | Hawaii         | 09:42:41 | |
| 21. Juni 2009 | 1    | Ironman Coeur d’Alene | Idaho          | 09:23:21 | Siegerin mit neuem Streckenrekord |
| 11. Okt. 2008 | 29   | Ironman Hawaii        | Hawaii         |          | |
| 3. Nov. 2007  | 3    | Ironman Florida       | Panama City    | 09:09:18 | neuer Frauenrekord auf der Radstrecke: 04:47:59 Stunden |
| 22. Juli 2007 | 2    | Ironman USA           | Lake Placid    | 09:47:38 | Zweite hinter der Siegerin Belinda Granger |
| 21. Okt. 2006 | 19   | Ironman Hawaii        | Hawaii         | 09:53:41 | 1. Rang in der AG 25–29 |
| 4. März 2006  | 2    | Ironman New Zealand   | Taupō          | 04:12:20 | Der Ironman wurde witterungsbedingt ohne die Schwimmdistanz auf verkürztem Kurs ausgetragen (90 km Radfahren, 21 km Laufen) und Tyler Stewart siegte bei den Amateuren. |
| 15. Okt. 2005 | 17   | Ironman Hawaii        | Hawaii         | 09:54:32 | Streckenrekord und Siegerin der Altersklasse 25–29 |
| 16. Okt. 2004 |      | Ironman Hawaii        | Hawaii         | 11:20:42 | 6. Rang in der AG 25–29 |

(DNF – Did Not Finish)